# Municipio de Wilson (condado de Audrain)
El municipio de Wilson (en inglés: Wilson Township) es un municipio ubicado en el condado de Audrain en el estado estadounidense de Misuri. En el año 2010 tenía una población de 1633 habitantes y una densidad poblacional de 4,61 personas por km².

## Geografía
El municipio de Wilson se encuentra ubicado en las coordenadas 39°12′15″N 92°2′4″O / 39.20417, -92.03444. Según la Oficina del Censo de los Estados Unidos, el municipio tiene una superficie total de 354.1 km², de la cual 352,07 km² corresponden a tierra firme y (0,57 %) 2,03 km² es agua.

## Demografía
Según el censo de 2010, había 1633 personas residiendo en el municipio de Wilson. La densidad de población era de 4,61 hab./km². De los 1633 habitantes, el municipio de Wilson estaba compuesto por el 98,35 % blancos, el 0,67 % eran afroamericanos, el 0,67 % eran amerindios, el 0,06 % eran asiáticos, el 0,06 % eran de otras razas y el 0,18 % eran de una mezcla de razas. Del total de la población el 0,49 % eran hispanos o latinos de cualquier raza.